# والتر جي. الكسندر
والتر جي. الكسندر (بالإنجليزية: Walter G. Alexander)‏ هو سياسي أمريكي، ولد في 3 ديسمبر 1880 في لينشبرغ في الولايات المتحدة، وتوفي في 5 فبراير 1953 في الولايات المتحدة. حزبياً، نشط في الحزب الجمهوري. وقد انتخب عضو جمعية نيوجيرسي العامة.